# كامل أوغورلو
كامل أوغورلو ( بـالتركية Kâmil Uğurlu ) ( ولد عام 1942 ، في تركيا ) هو سياسي تركي والعمدة السابق في محافظة كرمان لحزب العدالة والتنمية 

## الحياة الشخصية
بعد أن أكمل تعليمه الابتدائي في كرمان والمدرسة الثانوية في قونية درس الهندسة المعمارية في أكاديمية الدولة للفنون الجميلة ثم أصبح دكتورًا في مجال الفن المعماري التركي ولديه مقالات كثيرة وكتب منشورة.
و تم انتخابه عمدة كرمان لحزب العدالة والتنمية في الانتخابات المحلية لعامي (2009-2014) وهو رئيس المجلس الاستشاري العلمي لاتحاد المهندسين المعماريين والمهندسين في العالم التركي ، ونائب رئيس اتحاد بلديات العالم التركي. وهو متزوج ولديه ثلاثة أطفال. يتحدث الإنجليزية.

## الكتب
- مهاجرون وبائعون خضار
- "شوقي لكرمان"
- غرب قونية ، جبل مغطى
- "تجميل مرعش"
- يعيش في جناح الفراشة
- أشعار الظل
- آثار